# Ishin Me-Life Stadium
Das Ishin Me-Life Stadium (jap. 維新みらいふスタジアム), ehemals Ishin Memorial Park Stadium, ist ein 1963 eröffnetes Fußballstadion mit Leichtathletikanlage in der japanischen Stadt Yamaguchi, Präfektur Yamaguchi. Es ist die Heimspielstätte des Fußballvereins Renofa Yamaguchi FC, der momentan in der J2 League, der zweithöchsten Liga des Landes, spielt. Die Anlage hat ein Fassungsvermögen von 20.000 Personen.
Die Spielstätte wurde 1963 mit dem 18. National Sports Festival of Japan eröffnet. Für das 66. Nationale Sportfest Japans wurde die Sportanlage 2011 renoviert. Im Januar 2018 wurde das Ishin Memorial Park Stadium aus Sponsorengründen in Ishin Me-Life Stadium umbenannt.